# Концелидзе, Юсуп Ильясович
Юсуп Ильясович Концелидзе (1928 год, село Дагва, Кобулетский район, Аджарская АССР, ССР Грузия — 1974 год, Кобулетский район, Аджарская АССР, Грузинская ССР) — колхозник колхоза имени Молотова Кобулетского района, Аджарская АССР, Грузинская ССР. Герой Социалистического Труда (1950).

## Биография
Родился в 1928 году в крестьянской семье в селе Дагва Кобулетского района. Окончил местную сельскую школу. Трудовую деятельность начал в годы Великой Отечественной войны в местном колхозе. С 1949 года — рядовой колхозник на чайной плантации колхоза имени Молотова (с 1957 года — колхоз села Бобоквати) Кобулетского района с усадьбой в селе Бобоквати. Председателем этого колхоза был Леван Александрович Цулукидзе.
В 1949 году собрал 6096 килограмма сортового зелёного чайного листа на участке площадью 0.5 гектара. Указом Президиума Верховного Совета СССР от 19 июля 1950 года удостоен звания Героя Социалистического Труда за «получение высоких урожаев сортового зелёного чайного листа и цитрусовых плодов в 1949 году» с вручением ордена Ленина и золотой медали «Серп и Молот» (№ 5226).
Этим же указом званием Героя Социалистического Труда была награждена труженица колхоза имени Молотова Кобулетского района колхозница Гулизар Нуриевна Махадзе.
За выдающиеся трудовые результаты по итогам работы в 1950 году награждён Орденом Трудового Красного Знамени.
В последующем возглавлял звено в этом же колхозе до выхода на пенсию в 1970 году. Проживал в Кобулетском районе. Скончался в 1974 году.
Награды
- Герой Социалистического Труда
- Орден Ленина
- Орден Трудового Красного Знамени (01.09.1951)